# Mitsuko (comédie musicale)
Mitsuko (MITSUKO 〜愛は国境を越えて〜) est une comédie musicale de Shūichirō Koike, Jack Murphy et Frank Wildhorn. La trame se centre sur Mitsuko Aoyama, l'une des premières japonaises à avoir émigrée en Europe, et est relatée du point de vue de son fils Richard Coudenhove-Kalergi.

## Postulat
1938. Richard Coudenhove-Kalergi, 45 ans, fuit les persécutions nazies. Plongé dans la nostalgie, il commence à se remémorer sa mère, Mitsuko…
1892. La jeune Mitsuko Aoyama, 17 ans, fait la connaissance du comte Heinrich von Coudenhove-Kalergi (en), un homme d'affaires austro-hongrois. Malgré l'opposition de ses parents, ils se marient et gagnent l'Europe. De leur union naît trois fils, profondément marqués par l'ouverture d'esprit et le courage de leurs parents.
La mort subite d'Heinrich, en 1906, laisse la famille en grande détresse. Mitsuko doit alors gérer seule le domaine et l'éducation des enfants. Pour assurer la survie des siens, elle s'endurcit et lutte contre les préjugés dont elle est victime.
Petit à petit, Mitsuko parvient à s’élever au sein de la haute société. Très appréciée, elle impressionne l'élite par son charme, son intelligence, son érudition et sa droiture ; elle finit par être surnommée la « comtesse aux yeux noirs ».
En privé toutefois, ses rapports avec ses enfants sont de plus en plus houleux. Richard, son cadet, s'éprend profondément d'Ida Roland, une belle comédienne de 13 ans son aînée. La tension monte jusqu'au moment où Mitsuko finit par renier son fils. 
Mitsuko voit la Première Guerre mondiale approcher. La comtesse, restée seule, considère son existence avec lassitude et s'interroge sur ses choix... 
Du côté de Richard, la Seconde Guerre Mondiale éclate. Harassé par les conflits, il cherche à préserver un continent ravagé. En se battant pour ses idéaux, il va initier les États-Unis d'Europe et devenir l'un de ses « pères » fondateurs...

## Distribution
- Kei Aran : Mitsuko Aoyama
- Máté Kamarás : Heinrich von Coudenhove-Kalergi (en)
- Julian Cihi / Shin Gen / Nozomu Masuzawa : Richard Coudenhove-Kalergi
- Akane Liv : Ida Roland

- Ensemble : Tomoki Ohki, Michihiro Ohtani, Hiroaki Kadokawa, Toshihide Kasashima, Toshimasa Jin, Shinsuke Takahara, Ko Takeuchi, Noboru Nakayama, Yoshiya Yamazaki, Kyoko Ikeya, Atsuko Kawai, Akiko Kimura, Moeimi Shuto, Yayoi Sonoda, Ikuyo Honda, Yuki Mirai

## Numéros musicaux
Note : la liste ci-dessous recense les titres présents sur le CD.
1. 西と東
2. 文明開化
3. Ich Liebe Dich
4. 何故
5. 親戚の目
6. 私は生きている
7. 愛を失くした日々
8. パパとママの子に生まれて
9. 愛は国境を越えて
10. 後ろを振り向かずに
11. ウィーンへ
12. 後ろを振り向かずに (リプライズ)
13. Ich Lieve Dich（リプライズ）
14. 歴史は動く
15. パン・ヨーロッパ
16. 孤独
17. New Age
18. あなたに何が起きようとも
19. オルガの手紙～七人の子供たち～
20. 私の人生は何だったの？

## Production

### Les prémices

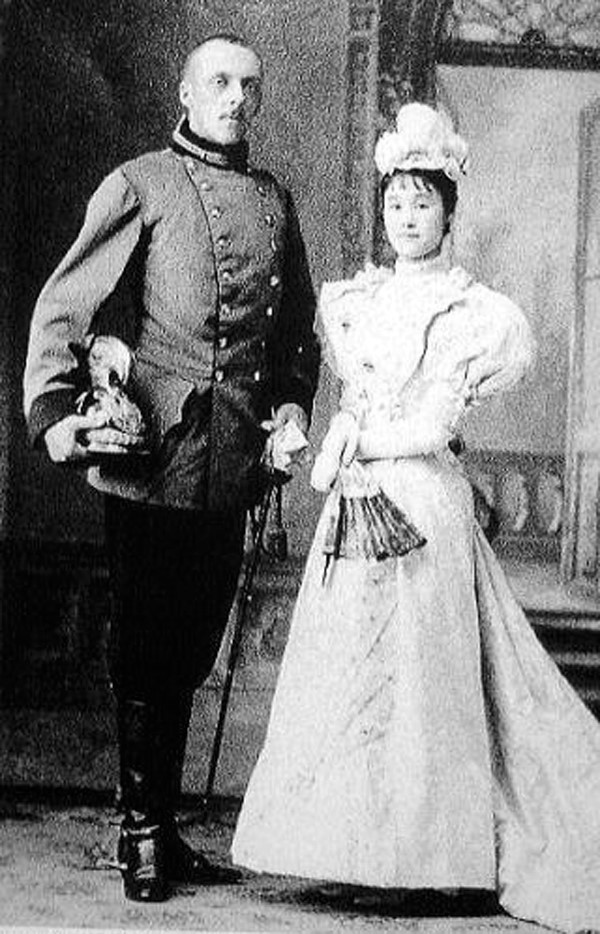
Le couple / Mitsuko Aoyama, inspiration de la comédie musicale.

Mitsuko est tout d'abord présenté en tant que concert. Programmé en Autriche fin 2005 au Museumsquartier de Vienne et produit par Kyodo Tokyo, il commémore les échanges internationaux entre le Japon et l'Union Européenne. Les chanteurs Maki Ichiro (Mitsuko), Uwe Kröger (Heinrich) et Yoshio Inoue (Richard) sont accompagnés par l'Orchestre philharmonique de Vienne, sous la direction du chef Adrian Manz. Quoi que rédigés en anglais par le parolier Jack Murphy, les textes sont traduits en allemand par Ulrich Peters et interprétés ainsi sur scène ; seuls quelques morceaux sont présentés en anglais.
En décembre 2010, le concert est donné au Japon et remporte un grand succès. Intitulé Frank & Friends / Mitsuko, le show présente Mitsuko en première partie de soirée puis, dans un second temps, des titres extraits d'autres spectacles de Frank Wildhorn (Jekyll & Hyde, Rudolf et The Scarlet Pimpernel). Yoshio Inoue est de retour en Richard, le chanteur hongrois Máté Kamarás interprète Heinrich et l'ancienne Takarasienne Kei Aran s'illustre en Mitsuko.

### Un concert devenu comédie musicale
Début 2011, la comédie musicale Mitsuko, directement tirée des compositions du concert, est annoncée. Ce lancement correspondant également au 70e anniversaire de la mort de Mitsuko Aoyama. Kei Aran et Máté Kamarás reprennent les rôles qu'ils avaient tenu lors du concert.
En avril, l'équipe organise une conférence au Umeda Arts Theater d'Osaka, devant 500 spectateurs, et présente les titres principaux du spectacle. A cette occasion, la presse loue l'initiative des créateurs et rappelle le parcours atypique de Mitsuko Aoyama : la « jeune Tokyoïte est devenue une comtesse européenne, à une époque où le simple fait de fréquenter un étranger était impensable » souligne le journaliste Kuroishi Etsuko.
A la mi-mai, la comédie musicale fait ses débuts officiels au Umeda Arts Theater.

### Une distribution diversifiée

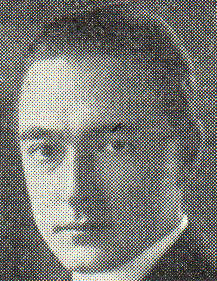
Richard Coudenhove-Kalergi est incarné par trois acteurs différents.

Fidèle aux valeurs véhiculées par la comédie musicale, la distribution présente un casting international.
Le couple phare Mitsuko-Heinrich est ainsi incarné par l'ancienne star de la Revue Takarazuka Kei Aran et Máté Kamarás. Célébrité des scènes hongroises et autrichiennes, Máté Kamarás a acquis une certaine notoriété auprès du public nippon grâce à son rôle de Der Tod dans la comédie musicale Elisabeth et maîtrise le japonais.
Le rôle de leur enfant, Richard, est joué en alternance par Julian Cihi, Shin Gen et Nozomu Masuzawa. Julian Cihi, dont c'est le premier rôle, est le fils de l'actrice Tokyoïte Aki Mizusawa et du comédien de doublage américain Guy Cihi. Shin Gen, jeune artiste révélé en 2008 par la production nippone de Rent, est né de père britannique et de mère sud-coréenne ; il a grandi au Japon.
La chanteuse et actrice japonaise Akane Liv, d'origine suédoise, polonaise et coréenne, campe la comédienne Ida Roland.